# جی ویلیام میلر
جورج ویلیام میلر (به انگلیسی: George William Miller؛ زادهٔ ۹ مارس ۱۹۲۵ – درگذشتهٔ ۱۷ مارس ۲۰۰۶) یک تاجر، بانکدار سرمایه‌گذاری و سیاستمدار آمریکایی بود که تحت ریاست‌جمهوری جیمی کارتر، از سال ۱۹۷۹ تا ۱۹۸۱ به عنوان ۶۵امین وزیر خزانه‌داری ایالات متحده آمریکا و از سال ۱۹۷۸ تا ۱۹۷۹ به عنوان یازدهمین رئیس فدرال رزرو خدمت کرد. او تنها کسی است که هر دو پست مهم را تجربه کرده‌است. جورج ویلیام میلر سرانجام در ۱۷ مارس ۲۰۰۶ و در سن ۸۱ سالگی به دلیل بیماری ریوی درگذشت.